# 66

66(육십육)은 65보다 크고 67보다 작은 자연수다.

## 수학
- 합성수로, 그 약수는 1, 2, 3, 6, 11, 22, 33, 66이다. 진약수의 합은 78이므로, 66은 과잉수다.
  - 제곱 인수가 없는 3번째 과잉수다. 이 성질을 지닌 앞의 수는 42, 다음 수는 70이다. (OEIS의 수열 A087248)
- 3번째 쐐기수다. 앞의 쐐기수는 42, 다음 쐐기수는 70이다.
- 11번째 삼각수다. 앞의 삼각수는 55, 다음은 78이다.
- {\displaystyle 66=1^{2}+4^{2}+7^{2}}
  - 공차가 3인 세 자연수의 제곱합으로 나타낼 수 있는 가장 작은 수다. 이 성질을 지닌 다음 수는 93이다.
- 200 이하의 3의 배수는 66개다.

## 과학
- 디스프로슘(Dy)의 원자번호.
- NGC 66: 고래자리 방향에 있는 나선은하.

## 교통
- 고속도로
  - 주간고속도로 제66호선: 버지니아주 미들타운에서 워싱턴 D.C.까지 이어지는 미국의 주간고속도로.
  - 유럽 고속도로 66호선: 이탈리아 프란첸스페스테(영어판)에서 헝가리 세케슈페헤르바르까지 이어지는 유럽 고속도로.
  - 아우토반 66호선(영어판, 독일어판): 독일의 고속도로.
- 국도 제66호선
  - 미국 66번 국도: 1985년 폐지된 미국의 국도.
- 기타 도로
  - 현도 제66호선

## 군사
- 66함대 계획: 일본 제국 해군의 해군 군비 계획.
- U-66: 독일의 군용 잠수함. 제1차 세계 대전에 사용된 1915년제 모델(영어판)과 제2차 세계 대전에 사용된 1940년제 모델(영어판)이 있다.

## 문화유산
- 대한민국의 국보 제66호: 청자 상감연지원앙문 정병
- 대한민국의 보물 제66호: 경주 석빙고
- 대한민국의 사적 제66호: 김해 분산성

## 방송
- 스카이라이프의 스크린 채널 번호.
- 지니 TV의 SBS 라이프 채널 번호.
- U+ TV의 디원TV 채널 번호.
- LG헬로비전의 채널칭 채널 번호.
- KT HCN의 아이넷라이프 채널 번호.

## 기타
- 날짜: 6월 6일
- 연도: 66년, 기원전 66년
- 북쪽이든 남쪽이든 66°가 넘으면 북극권이나 남극권이다. (정확히 66°36")
- 개신교에서 인정하는 성경의 총 권 수.
- 시타델 (보드 게임)
- Gaz 66
- 메타폴리스